# 清武城
清武城（きよたけじょう）は、宮崎県宮崎市清武町加納甲776・777にあった日本の城（山城）。宮崎市指定史跡。南北朝時代に「清瀧城」と呼ばれていた城を、1379年（天授5年）に伊東（清武）祐行が増改築して「清武城」となった。伊東四十八城の一つ。

## 概要
清武川左岸の丘陵上に立地し、城域は南北380メートル、東西に320メートルに及ぶ。本丸・二の丸・台丸などで主郭を構成し、その西～南側に数メートルの段差によって区分される曲輪群を形成する。
周辺の丘陵上に郭、城館、寺院を置くなど都於郡城に似た構造となっているのは築城者が伊東一族である故なのか。詳しくは分からない。
城跡は宮崎自動車道によって南が一部分断されている。城跡一帯は畑や宅地となっていて、遺構は見つけにくいが、各曲輪の平坦面は残存しており、本丸には碑が建てられている。城跡への上り口は城山北西にある。

## 歴史
1485年（文明17年）には飫肥城攻めの後詰として伊東祐堯が入城（のち同城で死去）。伊東四十八城のひとつとなり城主は長倉伴九郎、上別府宮内少輔などが務めた。1577年（天正5年）伊東氏衰退後、島津氏武将・伊集院久宣が入城した。1587年（天正15年）、豊臣秀吉の九州征伐後、伊東祐兵が飫肥・曾井・清武を秀吉に宛がわれ稲津掃部助重政が城主となる。
1600年（慶長5年）の関ヶ原の戦いの際、稲津掃部助は東軍方として西軍高橋元種の持城である宮崎城を攻略したが（城代は権藤種盛）、直前に高橋氏が東軍に寝返っていたため、その責を負い孤立。やがて罪状を得て、1602年（慶長7年）10月18日、藩主伊東祐慶に清武城を攻められ誅殺された（稲津の乱）。
その後、河崎駿河守が城主となったが、1615年（元和元年）、一国一城令によって廃城。なお、清武には1637年（寛永14年）3月15日に改めて、清武地頭が置かれて駿河守の次男河崎大學助祐信が就任する。
1970年（昭和45年）7月23日、宮崎市指定史跡（指定当時は清武町）となった。